# Rosulabryum moravicum
Rosulabryum moravicum là một loài Rêu trong họ Bryaceae. Loài này được (Podp.) Ochyra & Stebel mô tả khoa học đầu tiên năm 2006.